# بيت كاسيدي
بيت كاسيدي (بالإنجليزية: Pete Cassidy)‏ هو لاعب كرة قاعدة أمريكي، ولد في 8 أبريل 1873 في ويلمنغتون في الولايات المتحدة، وتوفي بنفس المكان في 9 يوليو 1929.